# Шорма
Шорма — река в России, протекает в Подосиновском районе Кировской области. Устье реки находится в 109 км по левому берегу реки Юг. Длина реки составляет 38 км.
Исток реки находится в 1,5 км к востоку от границы с Вологодской областью и в 17 км к юго-западу от посёлка Демьяново.  Генеральное направление течения в верховьях - северо-восток, русло сильно извилистое. Верхнее течение проходит по ненаселённому лесу, в среднем течении огибает деревни Мокрая и Малеиха. Впадает в Юг в деревне Дорожаица напротив посёлка Демьяново. Приток - Григорьевица (левый). Ширина реки незадолго до устья - 5 м.

## Данные водного реестра
По данным государственного водного реестра России и геоинформационной системы водохозяйственного районирования территории РФ, подготовленной Федеральным агентством водных ресурсов:
- Бассейновый округ — Двинско-Печорский
- Речной бассейн — Северная Двина
- Речной подбассейн — Малая Северная Двина
- Водохозяйственный участок — Юг
- Код водного объекта — 03020100212103000011559